# River Axe (vattendrag i Storbritannien, lat 50,70, long -3,06)
River Axe är ett vattendrag i Storbritannien.   Det ligger i riksdelen England, i den södra delen av landet, 220 km väster om huvudstaden London.